# Stazione di Stimigliano
La stazione di Stimigliano è una fermata ferroviaria situata sulla linea Firenze-Roma a servizio del comune di Stimigliano nella valle del Tevere nel Lazio. Nel 2019, contestualmente all'attivazione dell'ACCM, è stata trasformata in fermata impresenziata.
È servita dai treni della FL1, servizio metropolitano che collega la città con Orte, Roma e Fiumicino Aeroporto.

## Servizi
- Biglietteria automatica
- Bar e tabacchi
- Parcheggio di scambio
- Fermata linee Cotral